# Orano Démantèlement
Orano Démantèlement (anciennement Areva NC, puis Orano Cycle) est une filiale du groupe Orano, après avoir été une filiale d'Areva jusqu'en 2018. Celle-ci a succédé à la Cogema lors de son intégration à Areva en 2006. Elle est spécialisée dans le démantèlement d'installations.
De 2018 à 2020, Orano Cycle était spécialisée dans les activités liées au cycle de l'uranium en tant que combustible nucléaire : exploitation de mines, production et enrichissement du combustible, traitement et recyclage des combustibles usés, assainissement et démantèlement d'installations.
En 2020, Orano Cycle est scindé en trois entités juridiques :
- Orano Recyclage récupère les activités de recyclage ;
- Orano CE (chimie-enrichissement) récupère les activités de chimie et d'enrichissement d'uranium ;
- Orano Démantèlement récupère les activités de démantèlement et de services aux installations nucléaires.

Alain Vandercruyssen, directeur de l'activité de démantèlement de la filiale Orano DS, devient directeur général d'Orano Démantèlement.
Depuis 2023, la société est en cours d'absorption par la branche Orano Démantèlement et Services (fusion prévue fin 2025).

## Histoire

### Areva Nuclear Cycle (2006-2018)
En juin 2001, la Cogema est intégrée dans le groupe Areva en septembre 2001.
En 2006, rebaptisée Areva Nuclear Cycle (NC) elle commence la construction sur le site nucléaire du Tricastin d'une nouvelle usine d'enrichissement de l'uranium : l'usine Georges Besse II.
En 2007, Areva rachète pour 1,8 milliard d'euros l'entreprise minière canadienne Uramin, dont toutes les mines se révèlent inexploitables. La même année, l’activité d'exploration minière est intégrée dans une nouvelle filiale Areva Mines.
En 2008, Areva NC lance le chantier Comurhex II de nouvelles usines de conversion de l'uranium sur les sites nucléaires de Malvési et Tricastin.

#### Présidents d'Areva Nuclear Cycle
| Période     | Nom             |
| ----------- | --------------- |
| 2006-2011   | Anne Lauvergeon |
| 2011-2014   | Luc Oursel      |
| Depuis 2014 | Philippe Varin  |

### Orano Cycle
A la création d'Orano, en janvier 2018, Areva NC devient Orano Cycle. Jusqu'en 2020, Orano Cycle était présente en France et à l'international : dans plus de 30 pays répartis sur les cinq continents. En France, elle exploite notamment l'usine de retraitement de la Hague, le site nucléaire de Marcoule, celui de Pierrelatte (site nucléaire du Tricastin) et le centre de Cadarache. Elle employait environ 19 000 salariés.

#### Principales filiales d'Orano Cycle
- Société des mines de l'Aïr (Somaïr)
- Compagnie minière d'Akouta  (Cominak)
- Areva NC Niger
- Compagnie française de mines et métaux (CFMM)
- Comurhex (site de Malvesi)
- Eurodif Production (enrichissement)
- Société industrielle du combustible nucléaire (SICN)
- Melox, retraitement du plutonium pour produire du combustible MOX
- Société générale pour les techniques nouvelles (SGN) (ingénierie nucléaire)
- Canberra (industrie) spécialiste de l'instrumentation de mesure nucléaire
- Société des Techniques en Milieu Ionisant (STMI)
- GADS à la suite de la fusion avec ESI est devenue depuis le 1er janvier 2011 Amalis (filiale à 100 % de STMI)
- Transport Nucléaire International (TNI)
- Lemaréchal-Célestin (LMC)
- Mainco
- Areva Temis (Mecachimie, Mécagest, Sogefibre)[5]

### Orano Démantèlement
En 2020, les activités d'Orano Cycle sont divisées en trois sociétés distinctes : les activités de chimie et d'enrichissement d'uranium sont transférées à la filiale Orano Chimie-Enrichissement, les activités de recyclage sont transférées à la filiale Orano Recyclage. Orano Démantèlement conserve les activités de démantèlement des installations nucléaires.
En 2022, Orano Démantèlement a terminé la découpe et le conditionnement de la cuve et des composants internes du réacteur de Vermont Yankee, un chantier débuté en 2019 et qui doit se terminer en 2027.